# Carvalhópolis
Carvalhópolis là một đô thị thuộc bang Minas Gerais, Brasil. Đô thị này có diện tích 80,703 km², dân số năm 2007 là 3234 người, mật độ 43 người/km².